# Årslev Sogn (Randers Kommune)
 Denne artikel omhandler Årslev Sogn (Randers Kommune). Der er også andre sogne med dette navn, se Årslev Sogn.
Årslev Sogn er et sogn i Randers Søndre Provsti (Århus Stift).
I 1800-tallet var Hørning Sogn anneks til Årslev Sogn. Begge sogne hørte til Sønderhald Herred i Randers Amt. Årslev Sogn tilhørte Årslev-Hørning-Lime Kommune fra 1842 til 1851 og Årslev-Hørning Kommune fra 1852 til 1970. Årslev-Hørning Kommune blev ved kommunalreformen i 1970 indlemmet i Sønderhald Kommune, som ved strukturreformen i 2007 blev delt mellem Norddjurs Kommune og Randers Kommune. Årslev Sogn kom til Randers Kommune.
I Årslev Sogn ligger Årslev Kirke.
I sognet findes følgende autoriserede stednavne:
- Skousmark (bebyggelse)
- Årslev (bebyggelse, ejerlav)
- Årslev Hede (bebyggelse)
- Årslev Mark (bebyggelse)